# Nomada pruinosa
Nomada pruinosa är en biart som beskrevs av Pérez 1895. Nomada pruinosa ingår i släktet gökbin, och familjen långtungebin. Inga underarter finns listade i Catalogue of Life.